# Ōza 1978
L'Ōza 1978 è stata la ventiseiesima edizione del torneo goistico giapponese Ōza.

## Svolgimento

### Fase preliminare
La fase preliminare serve a determinare chi accede al torneo per la selezione dello sfidante. Consiste in una serie di tornei preliminari iniziali, i cui vincitori si qualificano al torneo per la determinazione dello sfidante.
- W indica vittoria col bianco
- B indica vittoria col nero
- X indica la sconfitta
- +R indica che la partita si è conclusa per abbandono
- +N indica lo scarto dei punti a fine partita
- +F indica la vittoria per forfeit
- +T indica la vittoria per timeout
- +? indica una vittoria con scarto sconosciuto
- V indica una vittoria in cui non si conosce scarto e colore del giocatore

|  | Primo turno       | Primo turno       | Primo turno |  |  | Secondo turno     | Secondo turno     | Secondo turno  |       |               | Semifinali    | Semifinali    | Semifinali |  |  | Finale | Finale | Finale |
|  |                   |                   |             |  |  |                   |                   |                |       |               |               |               |            |  |  |        |        |        |
|  | Hideo Otake       | Hideo Otake       | B+R         |  |  |                   |                   |                |       |               |               |               |            |  |  |        |        |        |
|  | Shoji Sakakibara  | Shoji Sakakibara  |             |  |  | Hideo Otake       | Hideo Otake       |                |       |               |               |               |            |  |  |        |        |        |
|  | Yoshiaki Nagahara | Yoshiaki Nagahara |             |  |  | Takaho Kojima     | Takaho Kojima     | W+R            |       |               |               |               |            |  |  |        |        |        |
|  | Takaho Kojima     | Takaho Kojima     | W+4,5       |  |  |                   |                   |                |       | Takaho Kojima | Takaho Kojima |               |            |  |  |        |        |        |
|  | Masao Katō        | Masao Katō        |             |  |  |                   | Yoshio Ishida     | Yoshio Ishida  | W+0,5 |               |               |               |            |  |  |        |        |        |
|  | Hiroshi Yamashiro | Hiroshi Yamashiro | B+0,5       |  |  | Hiroshi Yamashiro | Hiroshi Yamashiro |                |       |               |               |               |            |  |  |        |        |        |
|  | Yoshio Ishida     | Yoshio Ishida     | B+R         |  |  | Yoshio Ishida     | Yoshio Ishida     | W+0,5          |       |               |               |               |            |  |  |        |        |        |
|  | Shoji Hashimoto   | Shoji Hashimoto   |             |  |  |                   |                   |                |       |               | Yoshio Ishida | Yoshio Ishida | B+3,5      |  |  |        |        |        |
|  | Rin Kaiho         | Rin Kaiho         | B+8,5       |  |  |                   | Rin Kaiho         | Rin Kaiho      |       |               |               |               |            |  |  |        |        |        |
|  | Kōichi Kobayashi  | Kōichi Kobayashi  |             |  |  | Rin Kaiho         | Rin Kaiho         | B+R            |       |               |               |               |            |  |  |        |        |        |
|  | Masaki Takemiya   | Masaki Takemiya   | B+R         |  |  | Masaki Takemiya   | Masaki Takemiya   |                |       |               |               |               |            |  |  |        |        |        |
|  | Cho Chikun        | Cho Chikun        |             |  |  |                   |                   |                |       | Rin Kaiho     | Rin Kaiho     | B+R           |            |  |  |        |        |        |
|  | Hideyuki Fujisawa | Hideyuki Fujisawa |             |  |  |                   | Shoichi Takagi    | Shoichi Takagi |       |               |               |               |            |  |  |        |        |        |
|  | Shoichi Takagi    | Shoichi Takagi    | B+3,5       |  |  | Shoichi Takagi    | Shoichi Takagi    | B+R            |       |               |               |               |            |  |  |        |        |        |
|  | Masaharu Sato     | Masaharu Sato     | W+2,5       |  |  | Masaharu Sato     | Masaharu Sato     |                |       |               |               |               |            |  |  |        |        |        |
|  | Ichigen Okubo     |                   |             |  |  |                   |                   |                |       |               |               |               |            |  |  |        |        |        |

### Finale
La finale è una sfida al meglio delle tre partite.